# Lettres édifiantes et curieuses
Lettres édifiantes et curieuses (dt. etwa „Erbauliche und merkwürdige Briefe“) sind eine der bedeutendsten Quellen zur Entdeckungsgeschichte im Zuge der weltweiten Jesuitenmission im 17. und 18. Jahrhundert und ein Denkmal für ihren missionarischen und wissenschaftlichen Eifer.
Diese Reihe von Briefen, die Jesuitenmissionare aus China, der Levante, Indien, Amerika und anderswo nach Europa geschickt hatten, wurde zwischen 1702 und 1776 veröffentlicht und trug wesentlich dazu bei, die Augen der Europäer – und insbesondere der französischsprachigen Europäer – für außereuropäische Kulturen zu öffnen. Ihre Herausgeber waren Charles Le Gobien (1653–1708), Jean-Baptiste Du Halde (1674–1743), Louis Patouillet (1699–1779) und später Nicolas Maréchal (1744–1803).

## Geschichte
Der erste Band wurde ursprünglich 1702 in Paris veröffentlicht, unter dem Titel: Lettres de quelques missionaires de la Compagnie de Jésus écrites de la Chine, et des Indes, orientales (Briefe von einigen Missionaren der Gesellschaft Jesu, geschrieben aus China und Indien, Ostindien).

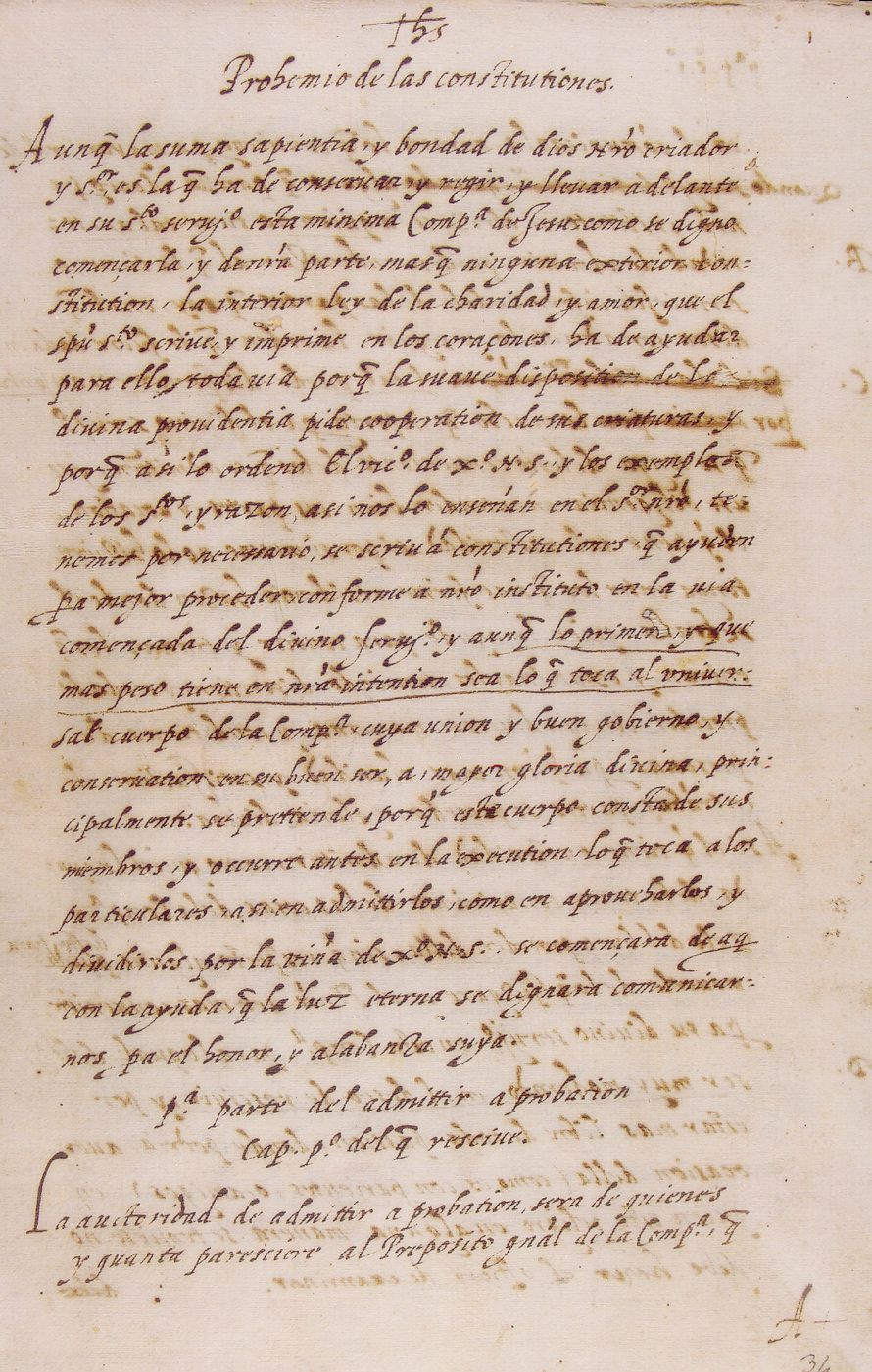
Die Präambel der Konstitutionen (von der Hand des hl. Ignatius).

## Hintergrund
Um die Führung des Jesuitenordens gut zu informieren, hatte der Gründer des Ordens, Ignatius von Loyola, ein System angeordnet, in dem die Missionare regelmäßig mit der Führung des Ordens korrespondieren (Konstitutionen, Nr. 674, 790). So wurden Ignatius und seinen Nachfolgern jedes Jahr persönliche und gründliche Berichte übermittelt.
Auf die Veröffentlichung von Band 28 im Jahr 1758 folgten die turbulenten Jahre, in denen die Gesellschaft in Portugal, Frankreich, Spanien und Italien unterdrückt wurde. Dennoch erschienen die Lettres 1773 unter der Herausgeberschaft von Nicolas Maréchal wieder (im selben Jahr, in dem der Jesuitenorden durch päpstlichen Erlass allgemein aufgelöst wurde) und wurden 1776 zu einem 34. und letzten Band erweitert.
Eine Vorstellung vom Reichtum des Inhalts der Lettres ist auch aus der Betrachtung der Tafeln ersichtlich, die eine Vielfalt dargestellter Themen enthalten: Kinos Karte der kalifornischen Halbinsel, die Ginseng-Pflanze, eine Karte des Amazonas, Jesuitenmissionen in Madurai, eine fliegende Eidechse und ein Eichhörnchen sowie über die vier in Tonkin gemarterten Jesuiten.

## Verschiedene Aspekte
Da alle apostolischen Aktivitäten sowohl in Europa als auch bei Missionaren von der Großzügigkeit der Wohltäter abhingen, war es wichtig, sie regelmäßig darüber zu informieren, was mit ihren Spenden geschehen war. Es gab daher zwei Arten von Briefen, die Lettres d'affaires (Geschäftsbriefe), die sich mit den Menschen und den zu lösenden Problemen befassten, und die anderen (die „erbaulichen“, frz. „Lettres édifiantes“), die vom Apostolat, seiner Entwicklung und seinen Erfolgen. Ersteres war für den internen Gebrauch bestimmt und ausschließlich für die interne Unternehmensführung bestimmt. Die anderen wurden kopiert und unter Freunden, Prälaten und verschiedenen Wohltätern verbreitet. Sie waren sehr erfolgreich.
Im 16. und 17. Jahrhundert war das Reisen in andere Kontinente wie Amerika und Asien, das ein Gegenstand großer Neugier war, eine Kuriosität, nicht nur, weil es etwas relativ Neues war, sondern weil Informationen darüber von großem Nutzen waren, auch für Händler. Es stellte sich schnell heraus, dass die besten Informationsquellen nicht die verstreuten Augenzeugenberichte der Kaufleute waren, sondern die Beschreibungen, die von gelehrten und aufmerksamen Missionaren vorgelegt werden konnten, die die Fremdsprachen gelernt hatten, lange in den Ländern lebten, die die Geschichte, die sozialen Bedingungen und Bräuche der Regionen systematisch studiert hatten. Die Chinoiserie, die in Europa in Mode kam, erhielt einen großen Teil ihrer Impulse durch das Studium dieser Geschichten, und sie gab auch der frühen sinologischen Wissenschaft Impulse. Die Briefe von anderen Kontinenten waren ebenfalls von großer Bedeutung, aber das meiste Interesse galt den Geschichten aus China. Es war auch China, das für den führenden Briefredakteur, Pater Jean-Baptiste Du Halde, von großem Interesse war. Obwohl er in Paris saß und nie den Fernen Osten besuchte, wurde er ein führender europäischer Vermittler und Experte für China, basierend auf der Arbeit der Missionskorrespondenz.

## Veröffentlichung der Sammlung
Frühere Veröffentlichungen, die weit verbreitet waren, gab es bereits im 16. Jahrhundert. Der erste gedruckte Brief war ein Brief von Franz Xavier an seine Studenten in Paris (1545).
Dann begann Pater Charles Le Gobien, Missionsprokurator in Paris für die chinesischen Missionen, systematisch damit, die Korrespondenz zu sammeln und zu veröffentlichen. Der erste Band, der 1702 veröffentlicht wurde, wurde sehr gut aufgenommen, und dann folgten neue Bände mit einer Rate von etwa einem pro Jahr (Band I-VIII). Es war Le Gobien, der der Reihe ihren Namen gab. Von 1711 bis 1776 hatte Pater Jean-Baptiste Du Halde die redaktionelle Verantwortung und veröffentlichte (von 1709 bis 1743) die Bände IX bis XXVI. Dann folgten die von Pater Louis Patouillet (1749 bis 1776) herausgegebenen Bände XXVII, XXVIII, XXXI, XXXIII und XXXIV sowie die von Pater Ambrose Maréchal herausgegebenen Bände XXIX-XXX-XXXII.

Einen wichtigen Beitrag zur Bibliographie der "Lettres édifiantes" wurde von Victor Hugo Paltsits (1867–1952) geleistet, von dem das Zitat stammen soll: 

„“To the bibliographer these volumes present one of the greatest problems in the whole field of Jesuitica.” / dt. Für den Bibliographen stellen diese Bände eines der größten Probleme auf dem gesamten Gebiet der Jesuitica dar.“

## Bedeutung
Diese Veröffentlichungen spielten eine wichtige Rolle bei der Eröffnung und Entwicklung der Ideen der Aufklärung. Den großen Köpfen der Zeit wie Voltaire und Montesquieu fehlte es nicht an Lob für das, was die Briefe ihnen gebracht hatten. Leibniz sprach von der Jesuitenmission in China als der « größten Angelegenheit unserer Zeit » (« la plus grande affaire de notre temps »). Die genaue Objektivität, die große Vielfalt und die beträchtliche Reflexionstiefe gaben den Briefe eine zentrale Position in den enzyklopädischen Veröffentlichungen der französischen Aufklärung. Es ebnete den Weg für eine erste wirklich tiefgreifende Relativierung der eurozentrischen Sicht auf Bräuche und Traditionen.

Der französische Sinologe Jacques Gernet merkt zu den Lettres édifiantes et curieuses an: 

„Die Lettres édifiantes et curieuses berichten ebenfalls von Wundern. Sie beweisen, sagen die Bekehrten, die Macht des « Juwels der Barbaren », und daß es vorteilhaft ist, Christ zu sein. Nach den Wundern gibt es immer Leute, die sich bekehren und zumindest um die Taufe bitten.“

## Übersetzungen, Bearbeitungen
Die Lettres édifiantes et curieuses wurde ganz oder teilweise in viele Sprachen übersetzt: ins Spanische (16 Bände, 1753–1757), Italienisch (18 Bände, 1825–1829), Deutsch (7 Bände, 1726–1761) und Englisch (nur zwei Bände, 1743). Im 19. Jahrhundert kamen Neuerscheinungen, Veröffentlichungen, die – wie nach Weltregionen – neu organisiert wurden, und schließlich Analysen und kritische Ausgaben.

## Gliederung
- 1–8, hrsg. von Charles Le Gobien;
- 9–26, hrsg. von Jean-Baptiste Du Halde
- 27–34, hrsg. von Louis Patouillet und Nicolas Maréchal[6]

Digitalisate: 1, [2], 3, 4, 5, 6, 7,8,
9, 10, 11, 12, [13], 14, [15], [16], [17], [18], [19], [20], [21], [22], [23], [24], 25, [26], [27], [28], 29, [30], [31], [32], [33], [34]

## Ausgabe 1819 (nach Ländern und Kontinenten)
Societas Jesu / Charles le Gobien: Lettres Edifiantes et Curieuses, Ecrites des Missions Etrangères [14 Bände.] Nouvelle Edition. Lyon, Vernarel et Cabin, 1819. Die 1819 erschienene Ausgabe umfasst zusammen circa 7500 Seiten. Diese 14 Bände der Ausgabe der erstmals 1702–1776 erschienenen (hrsg. von Charles le Gobien (1653–1708) und J.-B. du Halde (1674–1743)), und zwischen 1780 und 1783 in der von Yves Mathurin Marie Tréaudet de Querbeuf (1726–1797) überarbeiteten Version der „Lettres édifiantes et curieuses“ erschienenen in einem größeren Format und bieten die Missionsgeschichte der Societas Jesu nicht (wie die früheren Ausgaben) in chronologischer Folge, sondern nach Ländern und Kontinenten geordnet.
- 1–3 Mémoires du Levant
- 4–5 Mémoires d'Amérique
- 6–8 Mémoires des Indes
- 9–13 Mémoires de la Chine
- 14 Mémoires des Indes et de la Chine

## Ausgaben
Auswahl:
- Jean-Baptiste Du Halde: Lettres édifiantes et curieuses… (34 Bände), Paris, 1703–1776.
- Ausgabe 1780
- Ausgabe Toulouse
- Ausgabe 1819
- Ausgabe 1843